# Escrita

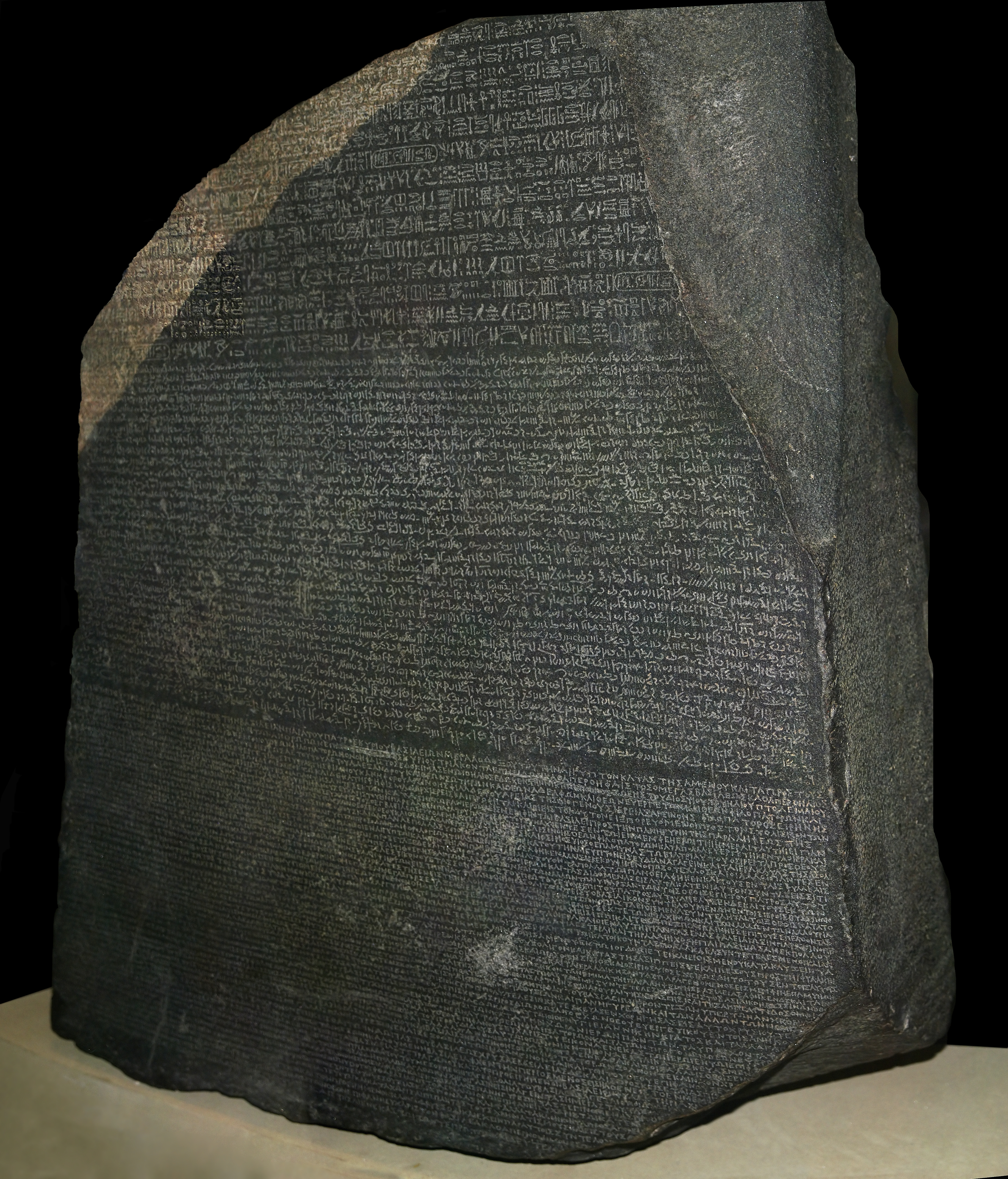
A Pedra de Roseta, com escrita em três idiomas diferentes, foi fundamental na decifração dos hieróglifos egípcios

A escrita consiste na utilização de sinais (símbolos) para exprimir as ideias humanas. A grafia é uma tecnologia de comunicação, historicamente criada e desenvolvida na sociedade humana, e basicamente consiste em registrar marcas em um suporte. O(s) instrumento(s) usados para se escrever e os suportes em que ela é registrada podem, em princípio, ser infinitos. Embora, tradicionalmente, conceba-se que a escrita tem durabilidade enquanto a fala seria mais "volátil", os instrumentos, suportes, formas de circulação, bem como a função comunicativa do texto escrito, são determinantes para sua durabilidade ou não.
Como meio de representação, a escrita é uma codificação sistemática de sinais gráficos que permite registrar com grande precisão a linguagem falada por meio de sinais visuais regularmente dispostos; óbvia exceção a esta regra é a bastante moderna escrita Braille, cujos sinais são táteis. A escrita se diferencia dos pictogramas em que estes não só têm uma estrutura sequencial linear evidente. Existem dois principais tipos de escrita, a baseada em ideogramas, que representa conceitos, e a baseada em grafemas, que representam a percepção de sons ou grupos de sons; um tipo de escrita baseada em grafemas é a alfabética.
As escritas hieroglíficas são as mais antigas das escritas propriamente ditas (por exemplo; a escrita cuneiforme foi primeiramente hieroglífica até que certos hieróglifos obtiveram um valor fonético) e se observam como uma transição entre os pictogramas e os ideogramas. Nos tempos modernos a escrita hieroglífica tem sido deixada de lado, existindo então atualmente dois conjuntos de escritas principais: as baseadas em grafemas (isto é, escritas cujos sinais representam a percepção de sons) e escritas ideogramáticas (isto é, escritas cujos sinais representam conceitos, "ideias"). Do primeiro conjunto, o das escritas grafêmicas, destacam-se, segundo a extensão atual de seu uso, as escritas românicas (baseadas no alfabeto latino), arábicas (baseadas no alfabeto arábico), cirílicas, hebraicas (baseadas no alfabeto hebraico), helênicas (baseadas no alfabeto grego), hindus (geralmente baseadas no devanagari) e em menor medida as escritas alfabéticas armênias, etiópicas (abugidas baseadas no ghez), coreanas, georgianas, birmaneses, coptas etc. As escrituras glagolíticas e gótica têm caído em desuso.
Na maioria das vezes, a intenção da escrita é a produção de textos que serão alvos da atividade de leitura.

## Definição

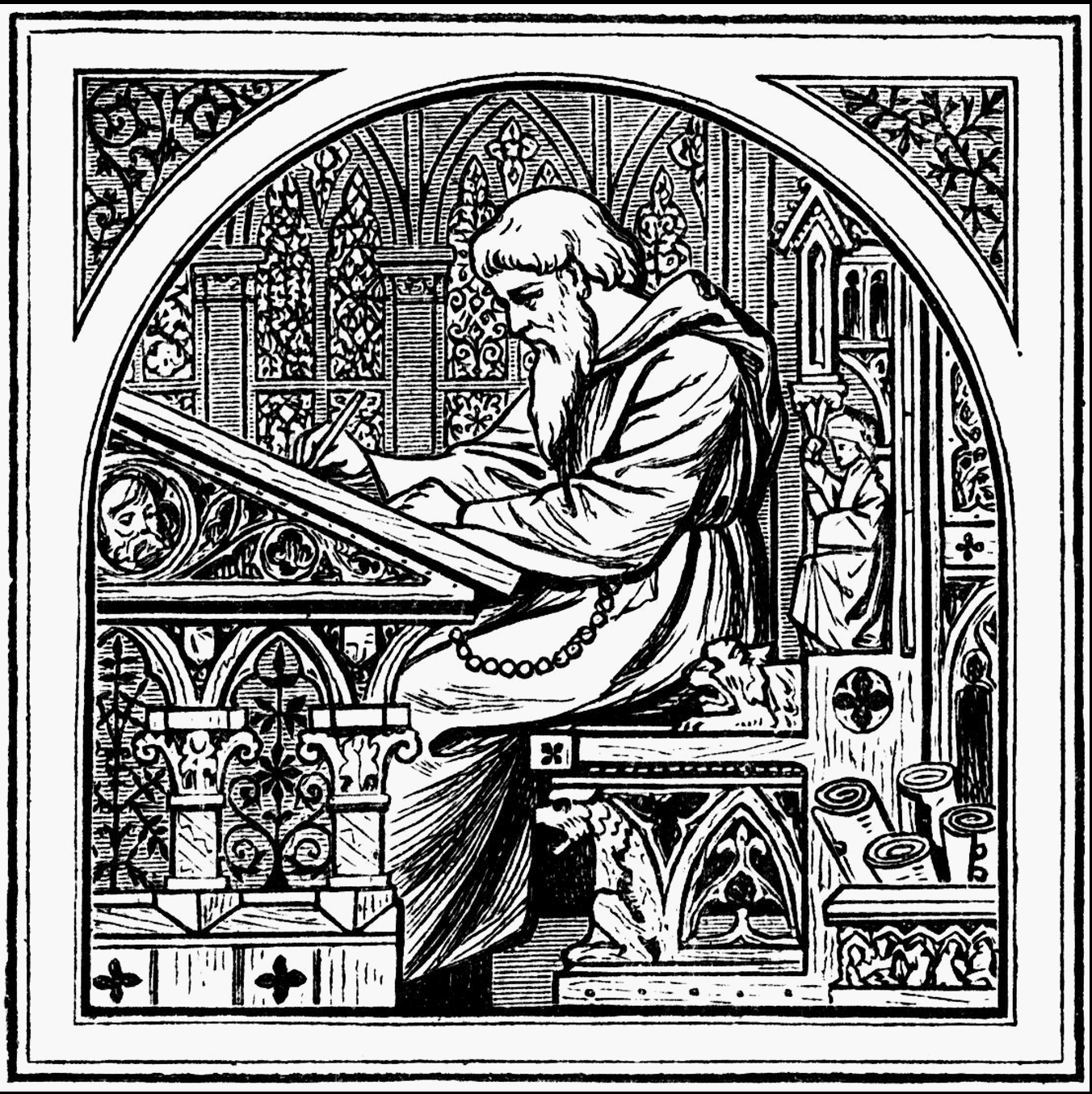
Ilustração de um escriba

A escrita é um sistema simbólico de registro e comunicação que significou coisas diferentes para os diferentes povos ao longo do tempo, e tem sido definida de variadas maneiras pelos estudiosos contemporâneos. Uma das definições possíveis é um sistema de símbolos gráficos usado para transmitir o pensamento humano. Outra corrente a entende como a representação gráfica da fala e como a fixação da linguagem falada, de maneira permanente ou semi-permanente, e também pode ser vista como um sistema de símbolos padronizados para a reprodução da fala, do pensamento ou de outras mensagens de forma completa ou parcial.
A escrita pode ser completa ou incompleta. Escritas incompletas transmitem alguma mensagem, mas podem não constituir um paralelo muito consistente da fala, podem reproduzir apenas algumas palavras especiais (como nomes de reis e deuses), ou podem não formar um sistema preciso e padronizado, como é o caso das escritas pictográficas, ou dos sistemas de sinais que são apenas auxílios para a memória, como as marcações para assinalar o calendário ou para indexar contabilidade ou genealogias. Para ser completa uma escrita deve atender a três requisitos básicos: deve almejar a comunicação; deve ser composta de sinais gravados em uma superfície, e estes sinais devem ser um conjunto de elementos em número limitado, que, através de convenções específicas, se relacione com e reproduza a fala humana.

## Origens e evolução
Sistemas incompletos foram usados pela humanidade desde milhares de anos, que juntos criaram um vasto repertório de sinais, marcas e símbolos portadores de significado. Por muito tempo predominaram sinais pictográficos ou ideogramas, cuja interpretação estava ligada a algum referencial externo. Por exemplo, o desenho de uma maçã representaria a dita fruta, e um desenho de duas pernas poderia representar tanto o conceito de andar como ficar em pé. Ao mesmo tempo, estava implícita uma relação fonética entre o símbolo e a fala. Algumas sociedades antigas conseguiram criar sistemas incompletos muito versáteis, capazes de veicular mensagens complexas através de combinações de sinais, mas que ainda careciam de autonomia em relação aos referenciais externos e de capacidade para expressar todos os pensamentos, especialmente os abstratos. Na evolução desses sistemas, muitas vezes ocorreu uma grande simplificação dos sinais, que foram perdendo uma associação imediata com a realidade concreta, tornando-se puramente simbólicos, embora preservassem suas associações fonéticas antigas. Por exemplo, a letra M do alfabeto latino vem de um hieróglifo egípcio adaptado pelos fenícios que retratava ondas na água e representava o som /m/. A palavra para água continha uma única consoante: /m/. Aquela figura, portanto, veio representar não somente a ideia de água, mas também o som /m/.
| n |

| n |

Vários são os fatores que explicam o nascimento da escrita:
- a necessidade de contabilizar os produtos comercializados, os impostos arrecadados e os funcionários do Estado;
- registro das genealogias reais e das realizações dos governantes;
- o levantamento da estrutura das obras, que exigira a criação de um sistema de sinais numéricos, para a realização dos cálculos matemáticos.

Um passo importante para a criação de sistemas completos foi o desenvolvimento do chamado princípio rebus, favorecido pelo caráter monossilábico de algumas línguas antigas. Nestas línguas foi possível associar determinado sinal com uma sílaba (som) específica. A partir da justaposição desses elementos, podia-se articular frases e formar significados que não podiam ser transmitidos por elementos isolados. O resultado direto dessa evolução foi o foneticismo sistêmico, ou seja, quando o valor fonético ou sonoro dos sinais ganhou independência dos referenciais externos. Com isso surgiu a escrita completa. Provavelmente isso ocorreu pela primeira vez na sociedade suméria, em torno de 3.700 a.C.

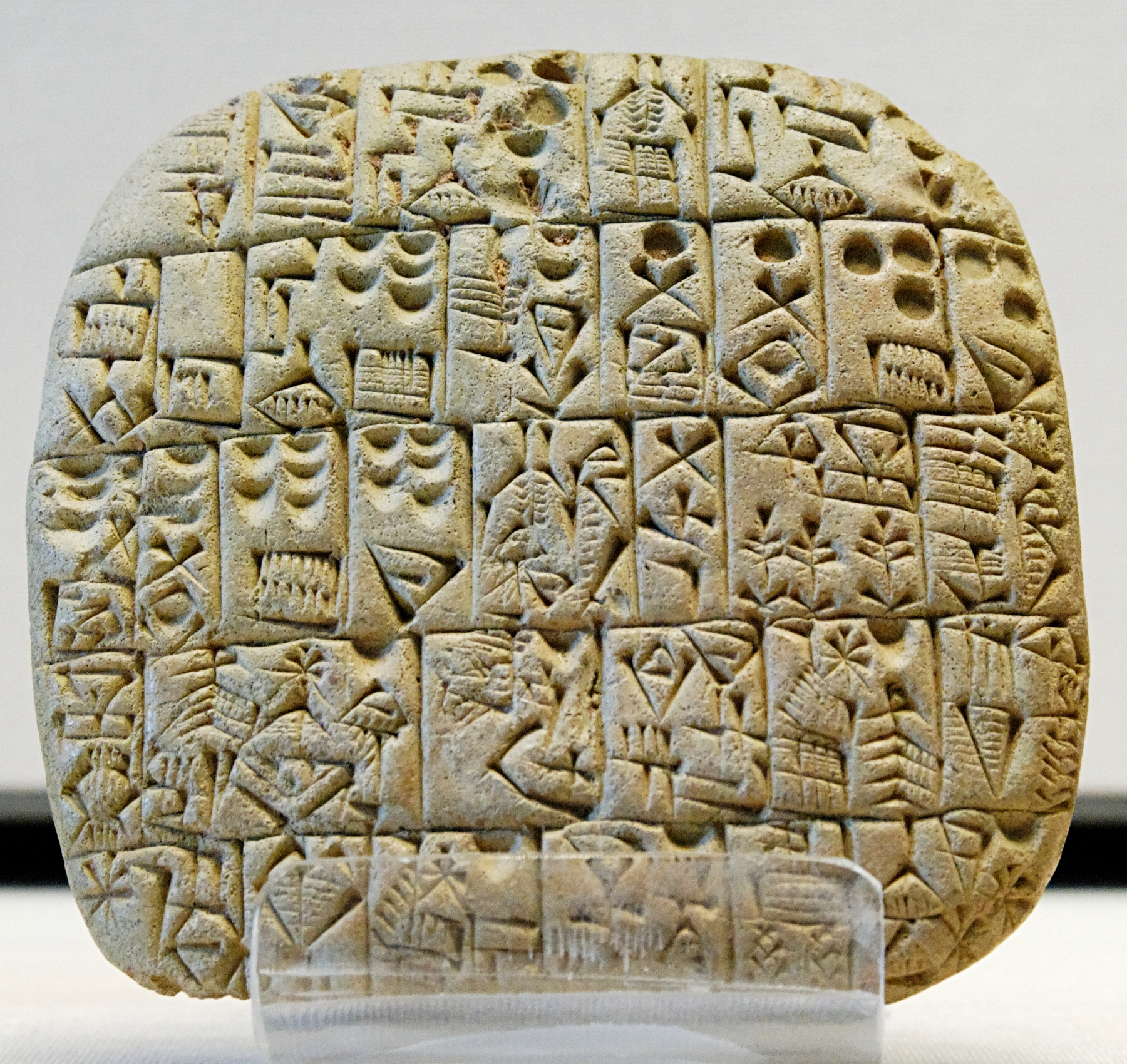
Inscrição suméria com sinais cuneiformes em uma tabuleta de argila, c. 2600 a.C.

Inscrição chinesa em um osso destinado à consulta de oráculos, Dinastia Shang, c. 1200 a.C.

Em geral, ao longo da história e, principalmente nos seus primórdios, a escrita e a sua interpretação ficavam restritas às camadas sociais dominantes: aos sacerdotes e à nobreza, embora a escrita fenícia,  tivesse fins essencialmente comerciais. A alfabetização somente se difundiu lentamente entre camadas mais significativas das populações após a Idade Média.
A maior parte dos especialistas acredita que a escrita se desenvolveu de forma independente em pelo menos quatro regiões do planeta: na  Mesopotâmia antes de c. 3400 a.C., no Egito antes de c. 3200 a.C., na China antes de c. 1300 a.C., e na América Central antes de c. 900 a.C. Contudo, a questão ainda não está resolvida e tem gerando um grande debate. É fato que a comunicação entre esses grandes precursores não foi estabelecida com segurança, mas uma série de indícios arqueológicos e a própria cronologia dos aparecimentos sugerem um padrão de dispersão a partir de um único ponto de origem: a Mesopotâmia. Mesmo que essas escritas tenham aspectos muito diferentes entre si, é possível que pelo menos a ideia de criar uma escrita tenha sido imitada pelos outros povos a partir de um modelo único, baseado no foneticismo sistêmico. Uma evolução a partir dos antigos sistemas de escrita pictográfica e escrita incompleta para a escrita completa só foi documentada com segurança na Mesopotâmia. Essa passagem exige um longo período de desenvolvimento anterior, e em todos os outros três grandes centros de dispersão os mais antigos registros encontrados já mostram a escrita em um grau avançado de desenvolvimento, o que não é consistente com a ideia de uma criação local independente.
Nas palavras de Steven Fischer, diretor do Instituto de Línguas e Literatura da Polinésia, "se a escrita completa, desenvolvida de forma semelhante, tivesse aparecido com frequência na Pré-História, o argumento de origens múltiplas da escrita plena talvez fosse convincente. No entanto, o fato de ela aparecer só na Mesopotâmia como destilação final de uma longa tradição de elementos mnemônicos gráficos [...] estimula, acreditam muitos, o reconhecimento de uma difusão lenta da escrita completa por todo o mundo" (a partir de um único foco originador). Xavier Perret, em publicação da UNESCO sobre as origens da escrita, disse que "embora a emergência de sistemas de escrita na Suméria, na China e talvez na Mesoamérica possa ser explicada em termos de evolução, acredita-se que os vários sistemas fonéticos (alfabetos e silabários) se originaram da disseminação de um modelo primordial que foi imitado e adaptado por uma sociedade antiga após a outra".
A teoria da origem única predominou ao longo da segunda metade do século XX, mas fazendo uma síntese das pesquisas recentes em palestra no Museu Britânico em 2019, Andrew Robinson disse que hoje há uma tendência geral de aceitar origens independentes, mas advertiu que ainda não é possível dar uma resposta definitiva a essa questão e que diversos pesquisadores sérios ainda têm defendido o modelo unificado. Descobertas futuras podem definir melhor esse quadro e acabar comprovando ou refutando definitivamente origens independentes.
O registro mais antigo até agora encontrado data do século XIV a.C e está escrito em símbolos cuneiformes da língua acadiana. O registro foi achado em Jerusalém por arqueólogos israelenses. Na China, foram encontrados 11 caracteres gravados em um casco de tartaruga. Um destes caracteres se assemelha à escrita primitiva da palavra "olho" da Dinastia Shang. Se os pesquisadores comprovarem que estes sinais podem ser considerados uma forma de escrita, esta passaria a ser considerada a mais antiga do mundo, com cerca de 8600 anos.

## Mesopotâmia
O sistema de escrita original dos mesopotâmicos era derivado do seu método de contabilidade. Por volta do fim do quarto milênio a.C., isso envolvia usar um instrumento pontiagudo de forma triangular, pressionado em argila mole para gravar números. Este processo foi evoluindo para uma escrita pictográfica, usando instrumentos pontiagudos e afiados para indicar o que estava sendo contado. As escritas com instrumento pontiagudo foram gradualmente substituídas pela escrita usando um instrumento em forma de cunha, (de onde veio o termo cuneiforme), inicialmente apenas para logogramas, mas evoluindo para incluir elementos fonéticos por volta do século XIX a.C. Em torno do século XVI a.C., a escrita cuneiforme começou a representar silabários de fala suméria. Também neste período, a escrita cuneiforme tornou-se de uso geral para logogramas, silabários e números, e esta escrita foi adaptada para outra língua mesopotâmica, a acádia e dali para outras tais como a hurrita e hitita. Escritas similares em aparência incluem aquelas usadas na ugarítica e persa antiga.

## Antigo Egito

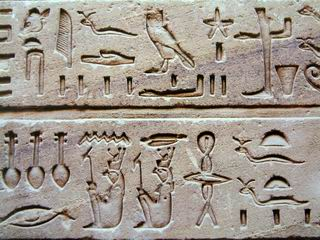
Hieróglifos egípcios inscritos no Templo de Com Ombo, século II a.C.

Os antigos egípcios viveram ao longo do rio Nilo cerca de 5000 anos atrás, desenvolvendo um sistema de escrita hieroglífica. Os hieróglifos eram sinais e figuras que representavam objetos, sons ou ideias. Muitos podem ter mais de um significado. Hieróglifos também podem soletrar uma palavra usando uma imagem para o som de cada sílaba. Existem mais de 700 imagens hieroglíficas diferentes na escrita egípcia antiga. Como demonstrado na Paleta de Narmer, a escrita tem sido usada quase desde o início da unificação, que ocorreu por volta de 3000 a.C.

## China
Nos historiadores chineses encontrou-se muito sobre documentos deixados para trás referentes às suas antigas dinastias. Da dinastia Shang, a maioria dos escritos sobreviveu em ossos ou artefatos de bronze. Marcações em cascos de tartarugas (usados como ossos de oráculos têm idade estimada (com base no carbono) por volta de 1500 a.C. Historiadores descobriram que o tipo de material usado teve um efeito no qual a escrita era documentada e como ela era usada.

## América Central

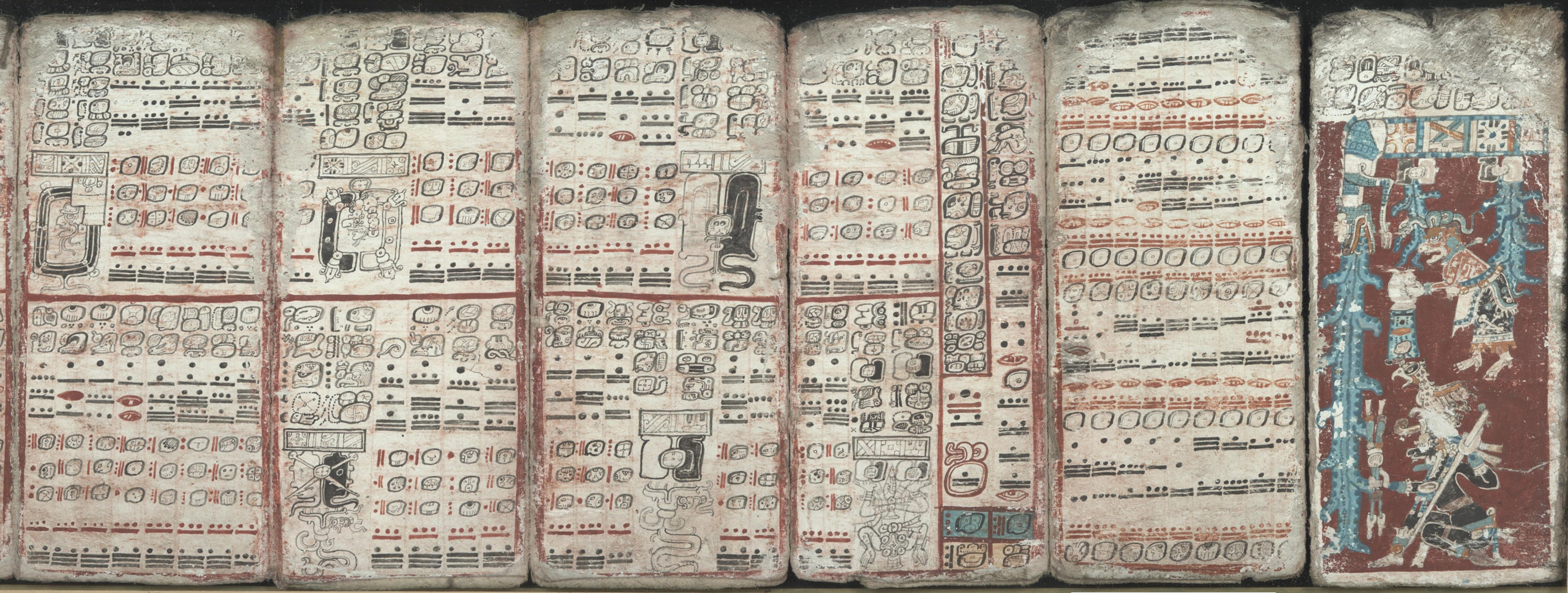
Páginas do Códice de Dresden, com escrita maia, século XIII-XIV d.C.

Na América Central são documentadas escritas completas desde pelo menos c. 700-c. 400 a.C. na região do sul do México, mas registros de figuras, sinais e marcas, ainda não decifrados, que podem ser sistemas de escrita, já se encontravam na cultura olmeca há mais de mil anos antes de Cristo. O sistema mesoamericano mais bem conhecido é a escrita maia, de caráter logossilábico, combinando o uso de logogramas com um silabário, que já foi quase integralmente decifrada.

## Tipos de escrita
Escrever com o intento de se comunicar tem sido observado em espécies que não são do gênero humano. Pesquisas com bonobos Kanzi (um tipo de chipanzé pigmeu do Zaire) e Panbanisha nos Estados Unidos proporcionaram tais exemplos, apesar de raros. Tal escrita poderia ser comparada ao desenho. A origem da escrita bonobo, todavia, parece ser análoga àquela da escrita humana.
No entanto, tal como entendemos, a escrita é uma tecnologia humana.
Existem várias formas de escrita, mas pode-se dizer, de forma simplificada, que todas se enquadram na categoria de escritas fonéticas, como o nosso alfabeto, o qual busca uma aproximação entre um signo e um som, escritas ideográficas, que representam coisas ou ideias, como a chinesa, ou, ainda, escritas que sintetizam estes dois aspectos, como a japonesa, embora possamos categorizar os sistemas de escrita de forma mais detalhada ou complexa (ver lista de sistemas de escrita).

## Importância da escrita
Geralmente a linha divisória entre a pré-história e a história é atribuída ao tempo em que surgiram os registros escritos. A importância da escrita para a história e para a conservação de registros vem do fato de que estes permitem o armazenamento e a propagação de informações não só entre indivíduos (privilégio também da linguagem), mas também por gerações.